# Picenum

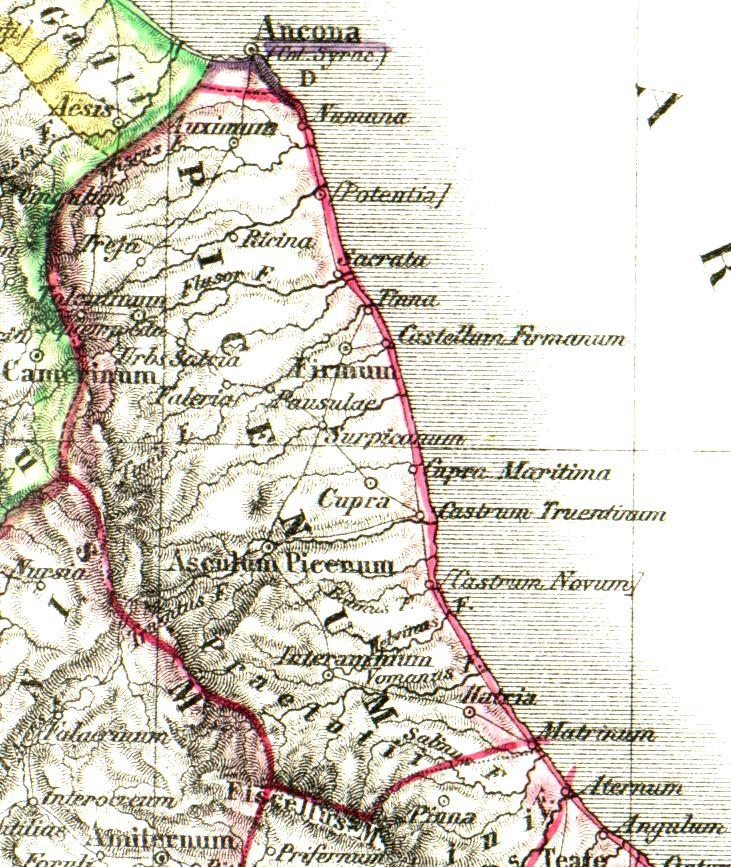
Regio V - Picenum

Picenum - kraina historyczna w antycznej Italii, leżąca wzdłuż wybrzeży Adriatyku pomiędzy Ankoną a rzeką Sangro.
Główne miasta w okresie antycznym:
- Firmum (dziś Fermo);
- Asculum Picenum (dziś Ascoli Piceno);
- Hadria, ulubione miejsce pobytu cesarza Hadriana (dziś Atri).